# Entosthodon sonorae
Entosthodon sonorae là một loài Rêu trong họ Funariaceae. Loài này được (Cardot) Steere mô tả khoa học đầu tiên năm 1938.